# Andrianerinerina
Andrianerinerina est, dans les traditions historiques merina, le tout premier souverain de ce peuple qui avait établi sa résidence principale à Anerinerina, une localité des Hautes Terres de Madagascar que l'on a encore des difficultés à situer avec précision. Il est vrai que l'on ne sait pratiquement rien de ce roi dont l'existence conserve bien des aspects légendaires. Ainsi, on dit qu'il est d'origine divine et son nom même signifie « prince des hauteurs ».

## Biographie
Selon la légende, le fils de Zanahary est descendu sur Terre à un endroit nommé Anerinerina (au nord d'Angavokely) - source du nom terrestre du souverain - pour jouer avec les Vazimba, les premiers habitants originaires de Madagascar. Les Vazimba ont été spécifiquement avertis de ne pas faire cuire les moutons d'Andrianerinerina parce qu'il ne pouvait pas consommer leur chair, mais l'un a néanmoins été abattu et cuit dans un ragoût qui lui a été servi. En mangeant involontairement le mouton interdit, Andrianerinerina ne pouvait plus retourner dans les cieux pour rejoindre son père. En conséquence, Zanaharya donné aux Vazimba un choix : « dénouer les fils de leur vie » ou accepter Andrianerinerina comme leur seigneur et maître. Ils ont choisi d'accepter de servir Andrianerinerina plutôt que d'être détruits par Zanahary, qui a ensuite envoyé une de ses filles, Andriamanitra, en tant qu'épouse d'Andrianerinerina, et la lignée royale a commencé.